# 丹麦广播电视城
丹麦广播电视城（丹麥語：DR Byen），中文又译“DR城”，位于丹麦哥本哈根，是丹麦广播公司（DR）的新总部。丹麦广播电视城的建筑包括了2009年落成的哥本哈根音乐厅。  